# Paul Deschanellaan

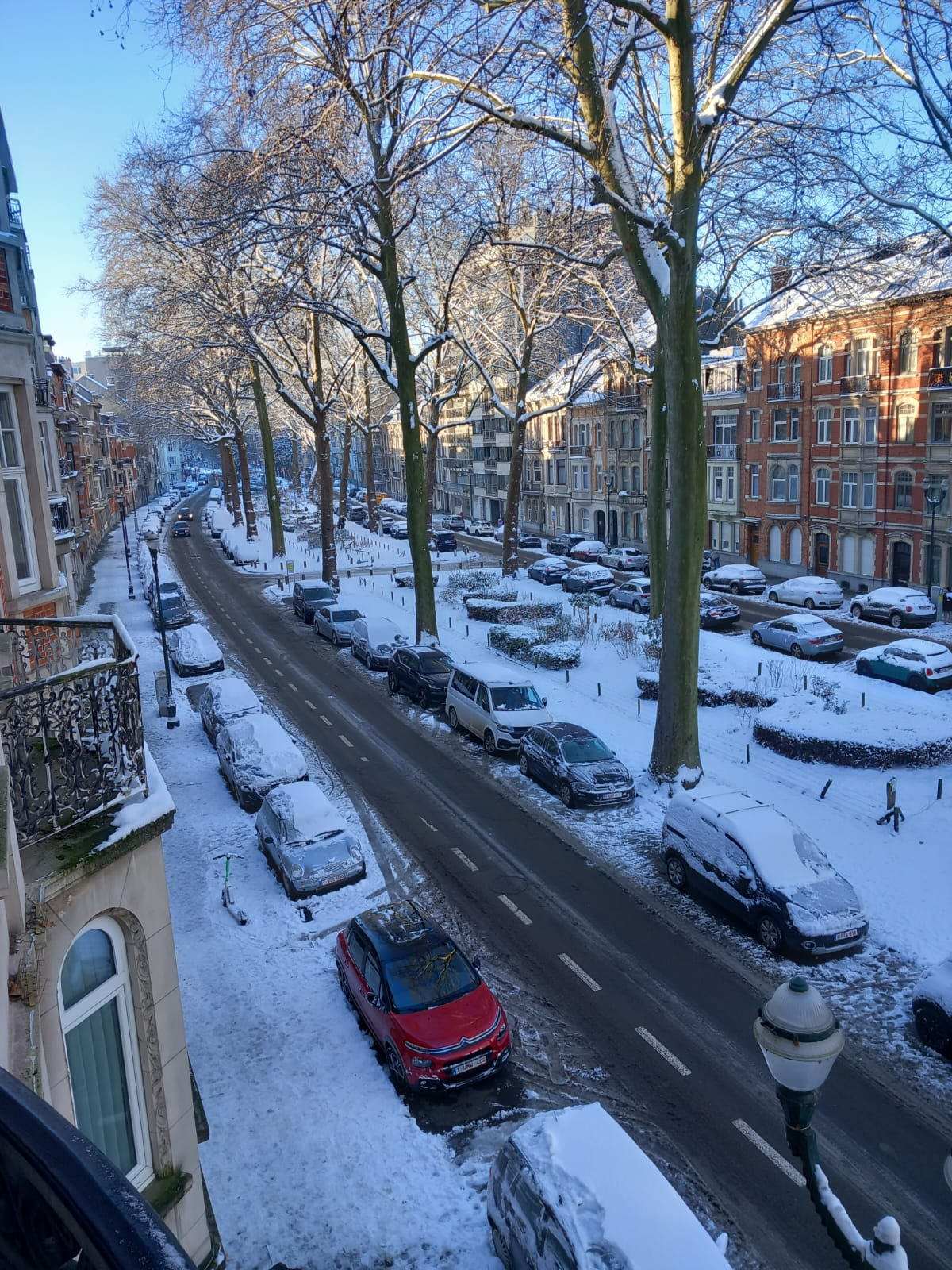
Paul Deschanellaan zicht vanuit pare kant richting Rogierlaan

De Paul Deschanellaan is een laan in het noordoostelijk deel van de gemeente Schaarbeek (in het Brussels Hoofdstedelijk Gewest). De Paul Deschanellaan is ongeveer 1 kilometer lang en over het grootste deel van haar traject 30 meter breed. De laan is opgesplitst in twee rijstroken gescheiden door een plantsoen. Ze wordt smaller in het derde en voorlaatste stuk, waarna de weg in het laatste stuk ontdubbelt, met ertussen een breed centraal plantsoen aangelegd rond 1929, toen de Armand Steurssquare werd gebouwd, om de geul van de spoorweg af te dekken. De residentiële laan werd grotendeels tussen 1922 en 1939 bebouwd, met huizen en appartementsgebouwen overwegend in art-decostijl of met invloeden van die stijl, maar ook in Beaux-Artsstijl of modernistische stijl.

## Ligging
De straat start op het kruispunt van de Louis Betrandlaan en de Voltairelaan (het vormt hier een een verlenging) aan het kruispunt van de elektrische mast van Jacques De lalaing nabij het Josaphatpark. De straat eindigt aan het Armand Steursplein.  Ze ontmoet opeenvolgend de Henry Villardstraat, de Rogierlaan, de Thiéfrystraat, de Emile Duployéplein, de Roelandtsstraat en de Van Hamméestraat, de Trooststraat en de Monrosestraat. De laatste vier huizen aan de onpare zijde van de laan bevinden zich op grondgebied Sint-Joost-ten-Node (zie nr. 267 tot 273). 

## Ontwerp
De laan volgt het oude tracé van de ringspoorlijn die het station van de Leopoldwijk verbond met het Noordstation, aangelegd in 1866 door de Grande Compagnie du Luxembourg en aan de Belgische staat overgedragen in 1873. Deze lijn kwam ter hoogte van de huidige Paul Deschanellaan en Voltairelaan bovengronds, boog dan af, halfweg het tweede stuk van de Voltairelaan, naar het Verboekhovenplein en liep door naar het Noordstation. Op grondgebied Schaarbeek telde de laan maar liefst acht overwegen. Deze toestand was niet alleen gevaarlijk maar belemmerde ook de goede ontwikkeling van de gemeente. Vanaf 1877 probeerde de regering dit te verhelpen. Na talrijke ontwerpen en een overeenkomst tussen Schaarbeek en de staat ondertekend op 3 maart 1900, werd bij K.B. van 10 februari 1902 beslist de lijn enkele tientallen meters oostwaarts te verplaatsen en ze in een geul te laten lopen; bijgevolg moesten over het hele traject bruggen worden gebouwd. Deze werken vielen ten laste van de regering en werden begin jaren 1910 voltooid.
Op het aldus vrijgemaakte tracé van de spoorlijn werd een brede boulevard aangelegd, genaamd naar Emile Vanden Putte, toenmalig schepen van Openbare Werken. Een eerste gedeelte, dat met het tweede stuk van de huidige Voltairelaan overeenstemt, werd al in 1897 gepland. De verlenging ervan zuidwaarts, die het vervolg van de Voltairelaan en de Paul Deschanellaan vormde, werd vastgelegd bij K.B. van 26 augustus 1900, bekrachtigd door dat van 10 februari 1902. De toekomstige Paul Deschanellaan staat op de stratenplannen van de Mont-Rosewijk en de Josaphatwijk, opgesteld door de ingenieur van de gemeentelijke Openbare Werken, Octave Houssa, en definitief goedgekeurd bij K.B. van 21.04.1906. Een plan van 09.10.1912 wijzigde de rooilijnen aan de uiteinden van de laan, onder meer om het uitzicht aan het einde van het Josaphatpark en het begin van de Louis Bertrandlaan te bewaren. Deze wijzigingen werden bekrachtigd bij K.B. van 4 januari 1919.

## Naamgeving
Tijdens de gemeenteraadszitting van 12 januari 1912 werd het zuidelijke deel van de Vanden Puttelaan herdoopt. De laan kreeg de naam van de voormalige Franse president Paul Deschanel. Deze werd geboren in Schaarbeek op 13 februari 1855 in de Brabantstraat. Voordien heette de straat Emile Vanden Puttelaan.

## Speciale adressen
- nummer 20: Art Déco huis (1927)
- nummer 24: Art Déco huis (1926)
- nummer 28 : Rustoord Susanna-Maria
- nummer 36-38 : Prins-Laurent stichting

## Trivia
Het liedje Avenue Deschanel van Brihang gaat over deze laan.